# كلاري هود سميث
كلاري هود سميث هو سياسي أمريكي، ولد في 20 سبتمبر 1928 في سبارتانبرغ في الولايات المتحدة، وتوفي في 10 يناير 2019. انتخب عضو مجلس نواب كارولاينا الجنوبية ‏.